# Allanblackia floribunda
Espèce
Synonymes
- Allanblackia floribunda gabonensis Pellegr.[2]
- Allanblackia gabonensis (Pellegr.) Bamps (préféré par UICN)[2]
- Allanblackia klainei Pierre ex A.Chev.[1]

Statut de conservation UICN

 LC : Préoccupation mineure
Allanblackia floribunda est une espèce de plantes à fleurs de la famille des Clusiaceae. C'est un arbre dioïque à feuilles charnues et persistantes trouvé en Afrique tropicale.

## Taxonomie
Le nom Allanblackia fait référence à Allan Black (en), un botaniste écossais du XIXe siècle qui a été le premier conservateur des jardins botaniques royaux de Kew. floribunda décrit la floraison abondante de cette espèce.

## Description
Allanblackia floribunda peut mesurer jusqu'à 30 m de haut,.
Ses fleurs roses et rouges sont très odorantes.
Il produit de gros fruits pouvant atteindre les 45 cm de long pour 15 cm de large. La floraison a lieu de septembre à février, ses fruits se développent lentement.

## Habitat
C'est une espèce de sous-bois des forêts humides d'Afrique centrale et de l'Ouest - de la Sierra Leone au Cameroun, en République démocratique du Congo et en Ouganda. 
On le trouve dans la forêt tropicale marécageuse, ou riveraine.

## Utilisations
Alimentation
Ses graines et ses fruits sont comestibles.
Au même titre que les autres arbres du genre Allanblackia, les graines d’Allanblackia floribunda sont utilisées pour produire de l'huile végétale.
Les singes tels que Lophocebus albigena, Cercopithecus pogonias, Cercopithecus cephus et Cercopithecus nictitans mangent les fleurs et les fruits, dispersant ainsi les graines.
Construction
Allanblackia floribunda est aussi utilisé comme bois de construction, il est bien adapté à une utilisation dans des conditions humides comme les ports ou les ponts.[réf. nécessaire]
Le bois est dit résistant aux termites, mais sans durabilité particulière. Il est assez facile à travailler avec de bonnes finitions, mais il a une faible importance commerciale même s'il est apparu sur le marché au Libéria comme « lacewood ».
Médecine
Il a été longtemps utilisé en médecine traditionnelle africaine pour traiter l'hypertension.
Certaines études ont montré les vertus médicinales de l’Allanblackia floribunda. Des décoctions de l'écorce pourraient être efficaces pour le traitement de maladies telles que l'hypertension ou la dysenterie.
Il a également été démontré que le tourteau d'A. floribunda possédaient des propriétés anti-oxydantes ayant un effet sur le niveau de glucose dans le sang.

## Liste des variétés
Selon Tropicos (7 août 2017) (Attention liste brute contenant possiblement des synonymes) :
- variété Allanblackia floribunda var. gabonensis Pellegr.
- variété Allanblackia floribunda var. kisonghi Pieraets